# Macho Fantastico (singolo)
Macho Fantastico è un singolo discografico del rapper finlandese Spekti, che vede la partecipazione di Tasis, pubblicato il 21 novembre 2014 dalla Rähinä Records. È il primo singolo estratto dal secondo album del rapper, Macho Fantastico.
Il brano ha raggiunto la prima posizione delle classifiche finlandesi sia alla fine del 2014 sia a inizio 2015.
Dal singolo è stato estratto un video musicale, pubblicato sul canale ufficiale dell'etichetta discografica su YouTube.

## Tracce
1. Macho Fantastico (feat. Tasis) – 3:22 (testo: Samuli Huhtala, Markku Wettenranta – musica: Sakke Aalto, Markku Wettenranta)

## Classifica
| Classifica           | Massima posizione |
| -------------------- | ----------------- |
| Finlandia            | 1                 |
| Finlandia (digitale) | 4                 |
| Finlandia (radio)    | -                 |